# Svatá Eufémie z Chalkédónu
Svatá Eufémie z Chalkédónu, chorvatsky také Eufemija nebo Fuma, rusky Евфи́мия Всехва́льная (3. století Chalkédón, † 304 Chalkédón) byla řecká křesťanka, panna a mučednice, popravená se svými druhy počátkem 4. století a uctívaná v západní i východní církvi, zejména v Itálii, Francii, Španělsku, Portugalsku, Chorvatsku a Rusku. Svátek v řecké ortodoxní církvi se slaví 16. září.

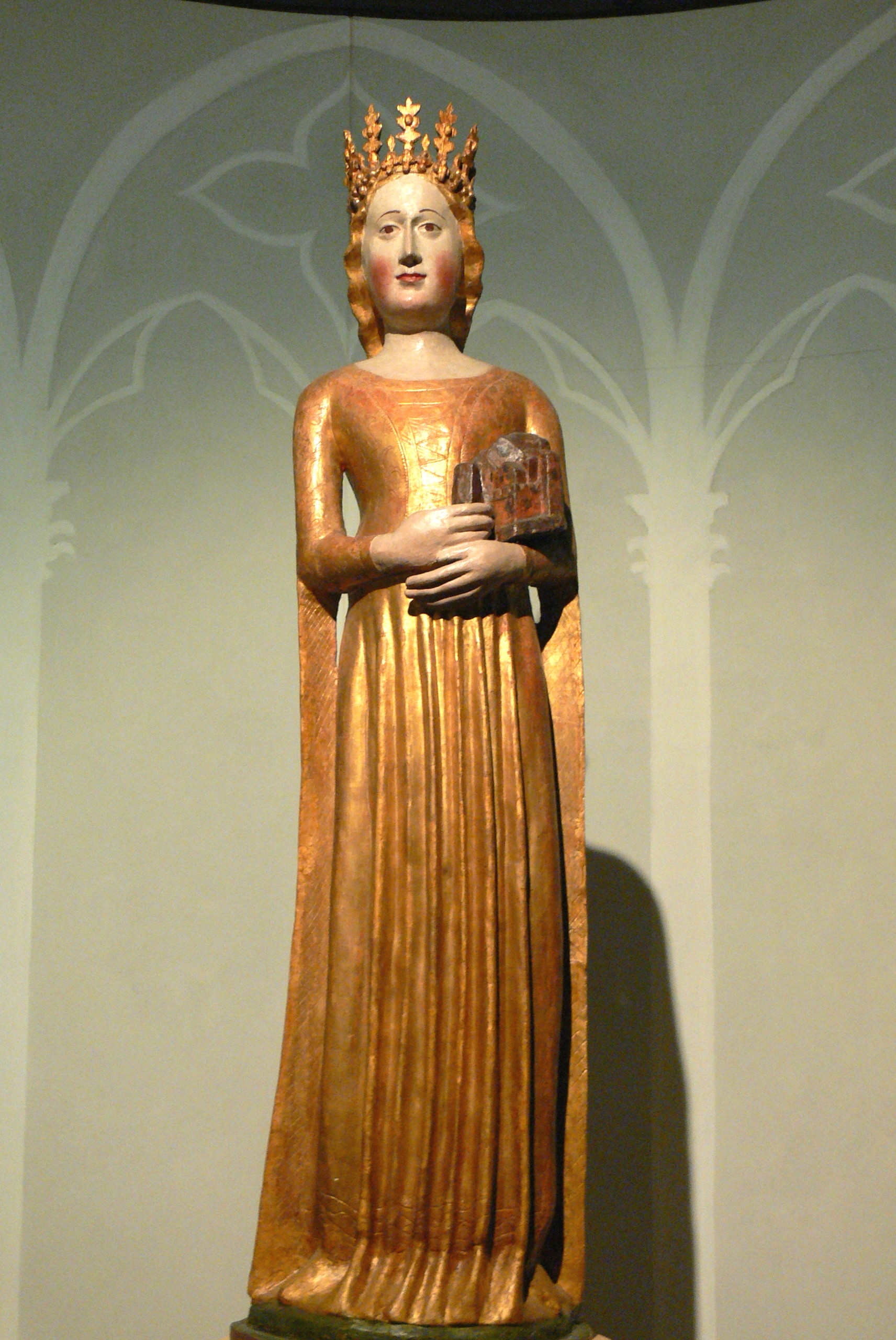
Socha ze 14. století, Udine

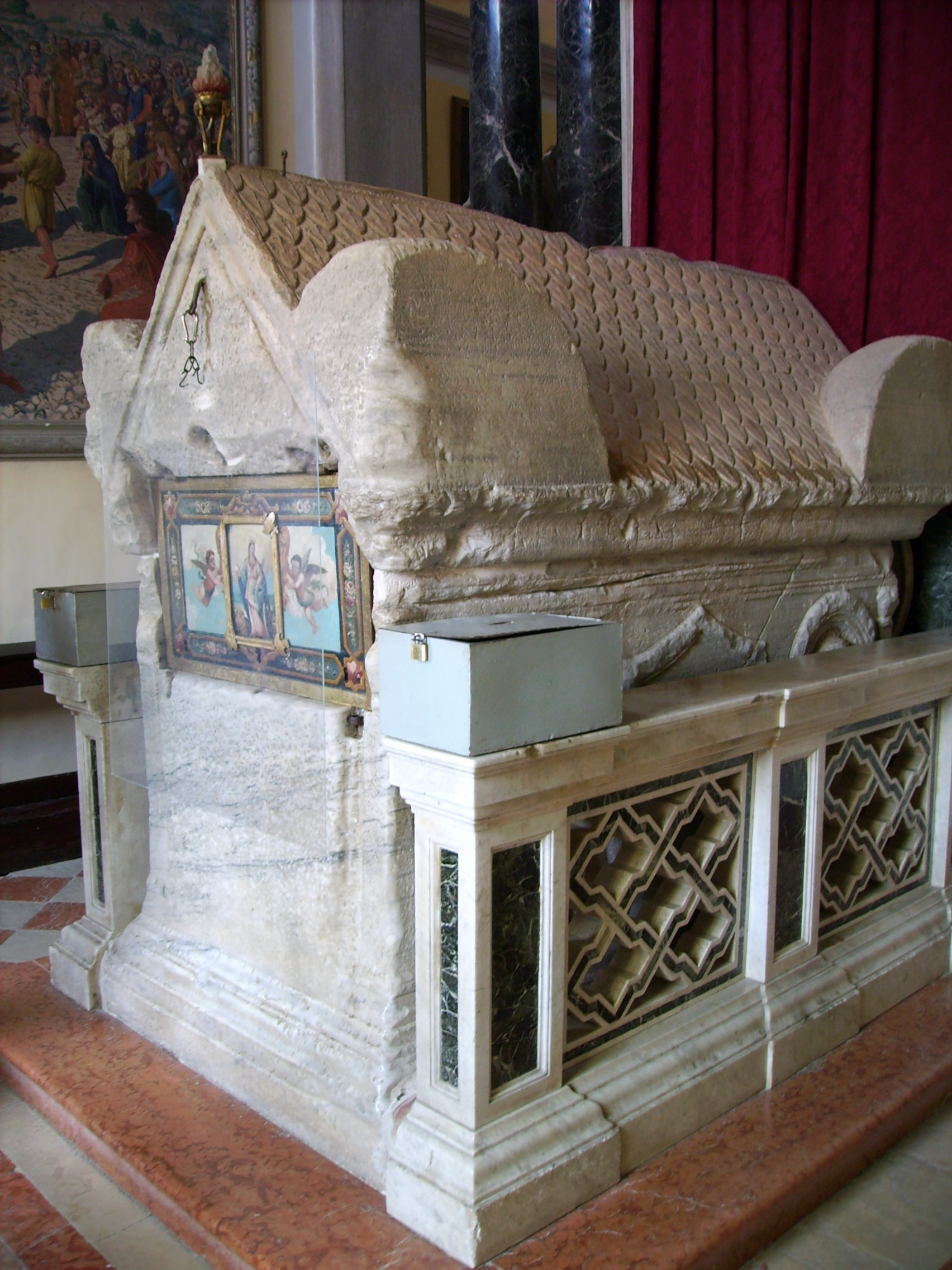
Sarkofág v Rovinji

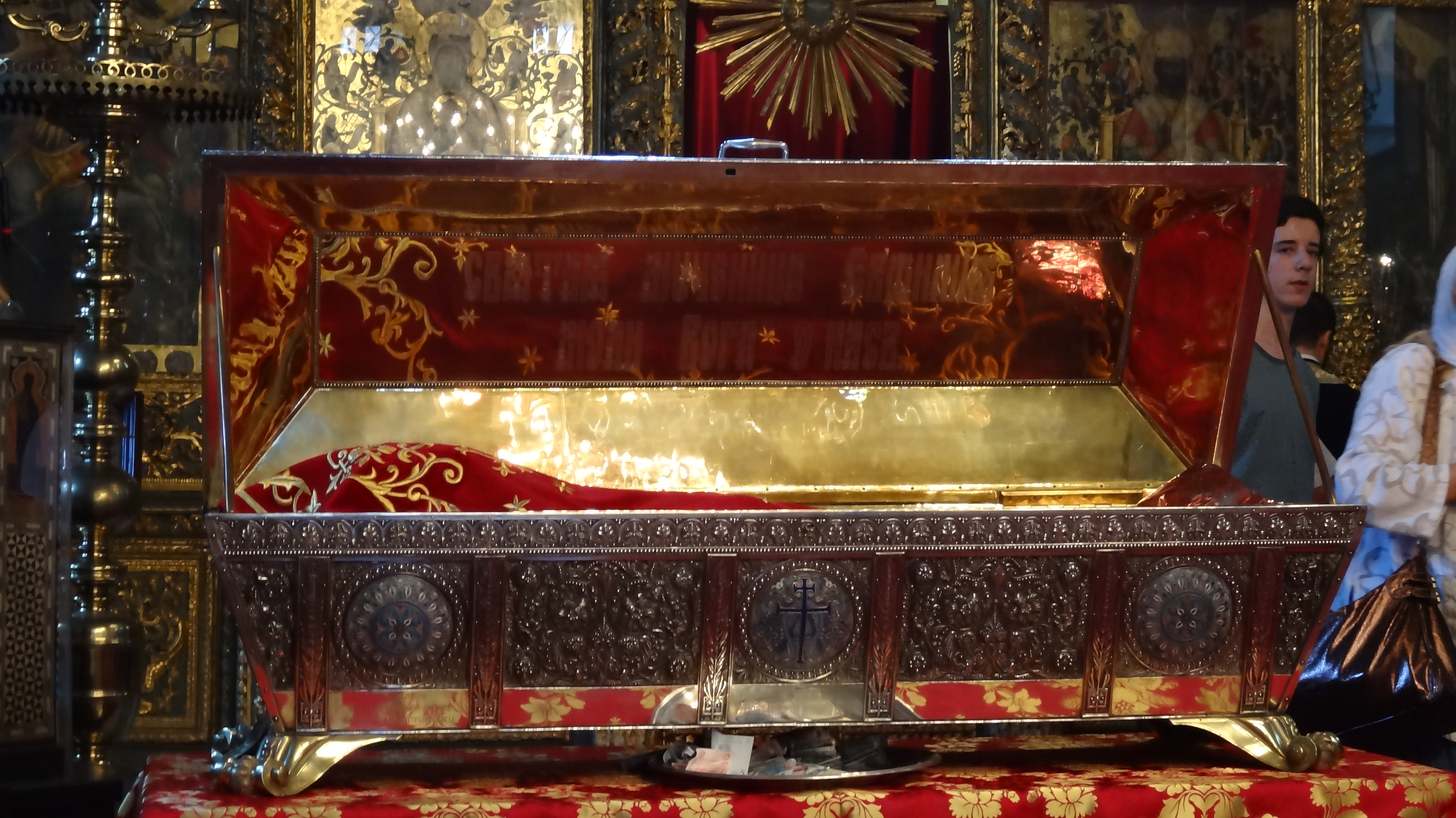
Relikviář sv. Eufémie, Hagios Georgios, Istanbul

## Život
Eufemie žila ve 3. století za spoluvlády římských císařů Diokleciána a Maximiana. Byla údajně dcerou římského patricije a senátora v Chalkedonu. Během pronásledování křesťanů otevřeně vyznávala křesťanskou víru; odmítla se zúčastnit městských oslav římského svátku boha Marta. Na příkaz městského prefekta Prisca byla zatčena a mučena. Podle Zlaté legendy byla Eufemie pověšena za vlasy a stlačována mezi kameny po dobu sedmi dnů. Jídlo jí bylo odepřeno. V té době ji živil anděl, a ona se modlila, až se kameny rozpadly na prach a Eufemie byla volná. Po té byla znovu uvězněna a uvržena do arény se lvy v hippodromu, ale ti jí nic neudělali. Dva popravčí pak skočili do arény a bodli Eufémii dýkou (nebo jí sťali hlavu mečem). Rozzuření lvi je rozsápali.
Eufémie byla pohřbena se všemi poctami. Její tělo bylo vloženo do sarkofágu a uctíváno již během církevního koncilu v Chalkedonu v roce 451. Z obavy před nájezdem Arabů byly ostatky roku 617 přeneseny do Konstantinopole, tam se o úctu ke světici zasloužila byzantská císařovna Irena († 703). Část ostatků byla vložena do zlaté a stříbrné relikviářové skříně v kostele sv. Jiří konstantinopolských patriarchů (Hagios Georgios), kde je uctívána dosud 11. července, tj. ve svátek přenesení těla (translatio). Tělo je uloženo na více místech, zčásti v kamenném sarkofágu v Rovinji, hlavu přenesli templáři do Nikosie na Kypru.

## Ikonografie
Bývá vyobrazena jako svatá panna mučednice v římské tunice s věncem nad hlavou. K nejstarším vyobrazením patří mozaika v chrámu San Apollinare Nuovo v Ravenně ze 6. století. V reprezentačních vyobrazeních se objevuje stojící a jako atributy svého mučednictví drží palmovou ratolest, meč nebo lilii; stojí-li s pažemi rozepjatými v gestu orantky, pak se u jejích nohou zvedají buď dva hadi (zničená mozaika v Římě), nebo se k ní lísají lvi (v Rovinji). V epických scénách je vícekrát zobrazena v hippodromu či v aréně, předhozená lvům a sledovaná z tribuny rodinou římského císaře. Jindy je zobrazena klečící před katanem, který jí stíná hlavu mečem nebo ji bodá dýkou.

## Úcta a vybrané památky
- Hrob v katedrále v Cefalù
- Kostel sv. Eufémie v Římě
- Kostel sv. Eufémie v Kadıköy (Chalkédónu), Turecko; cyklus fresek ze 13. století
- Kostel sv. Eufémie v Miláně
- Katedrála sv. Eufémie v Gradu,
- kostel sv. Eufémie v Rovinji (Istrie), kamenný sarkofág; Eufémie je patronkou města
- Katedrála Panny Marie, Irsina, (kraj Basilicata), jižní Itálie; Eufémie je patronkou města a konají se tam procesí s její sochou
- Andrea Mantegna: Obraz svaté Eufémie se lvem zakousnutým do její paže, Neapol, Museo di Capodimonte

### Čechy
- Katedrála sv. Víta na Pražském hradě:
  - Svatovítský poklad: císař Karel IV. roku 1354 daroval celou "paži sv. Eufémie i s koží" v dřevěné schráně. Od roku 1356 byla vystavována v Praze společně s říšskými svátostmi ve svátek Svatých relikvií na Dobytčím trhu[2].
  - Martinická kaple (kaple sv. ostatků) – roku 1645 dal hrabě Martinic přivézt soubor relikvií z hradu Karlštejna a umístit je do přihrádek ostatkového oltáře, který je v kapli dosud, relikvie sv. Eufémie je v něm evidována[3].